# Dar Ben Achour
Pour les articles homonymes, voir Achour.
Le Dar Ben Achour (arabe : دار بن عاشور) est un palais de la médina de Tunis bâti au XVIIe siècle. Situé sur la rue du Pacha, entre le Dar El Pacha et la médersa Bir Lahjar, il abrite de nos jours la bibliothèque de la ville de Tunis.

## Historique
Le cheikh Mohamed Bouattour, dignitaire du régime beylical et secrétaire de la chancellerie beylicale, décide d'acquérir cette maison en 1774. En 1774, son fils, le cheikh Taïeb Bouattour, secrétaire de chancellerie et imam de l'oratoire de Sidi Bouhadid, obtient du cadi hanafite, pour le compte de son père l'autorisation de posséder cette demeure qui est un bien habous au profit de l'oratoire de Sidi Bouhadid après avoir cédé à la Fondation Sidi Bouhadid des oliviers situés dans les environs de Tunis.
La maison est ensuite occupée par le cheikh Mohammed Aziz Bouattour, grand vizir de 1882 à 1907. Grand-père de Mohamed Tahar Ben Achour, il lègue la maison à ce dernier avant qu'elle ne revienne à Mohamed Fadhel Ben Achour.
La maison est acquise dans les années 1970 par la mairie de Tunis. Restaurée, elle est transformée en 1983 en bibliothèque dont la mission est de collecter et conserver les documents historiques relatifs à la ville de Tunis et aux Tunisois. Depuis 1990, elle accueille également les activités de l'association tunisienne Monuments et sites.

## Architecture
Certaines parties de la maison sont reconstruites et agrandies après l'acquisition. La demeure se compose d'une driba rectangulaire, trois skifas, un patio à un seul portique autour du patio et deux pièces en T inversé, l'une rectangulaire et l'autre carré.
Un premier étage auquel on accède par un escalier débouche dans le portique du patio. À mi-parcours de l'escalier, on accède à deux pièces à provisions et une autre pièce en entresol. L'étage se compose d'une chambre en T précédée d'une galerie. Des communs, la cuisine et un garde-manger, sont accessibles par le patio, où se trouve aussi la margelle du puits ; une citerne existe en effet sous le patio.
La maison prend de l'ampleur entre 1856 et 1882 sous l'impulsion de Mohammed Aziz Bouattour : il transforme la maison simple en une demeure de haut dignitaire et lui donne sa morphologie générale actuelle. À son décès en 1907, la maison est décrite comme une grande demeure comprenant un rez-de-chaussée, deux skifas, neuf chambres, une cuisine, une dwira (petite maison), deux patios, deux puits et deux citernes, avec au premier étage huit chambres et une galerie. Plus tard la maison se rétrécit un peu.
En termes de matériaux pour l'ornementation figurent le grès coquillier, le calcaire clair, le marbre noir et le marbre de Carrare blanc, les briques pleines revêtues d'enduit, le plâtre sculpté, le bois à solives et le bois sculpté et peint, le fer forgé, les faïences européennes et les carreaux de faïence colorés, ainsi que la céramique bichrome (noir et blanc).

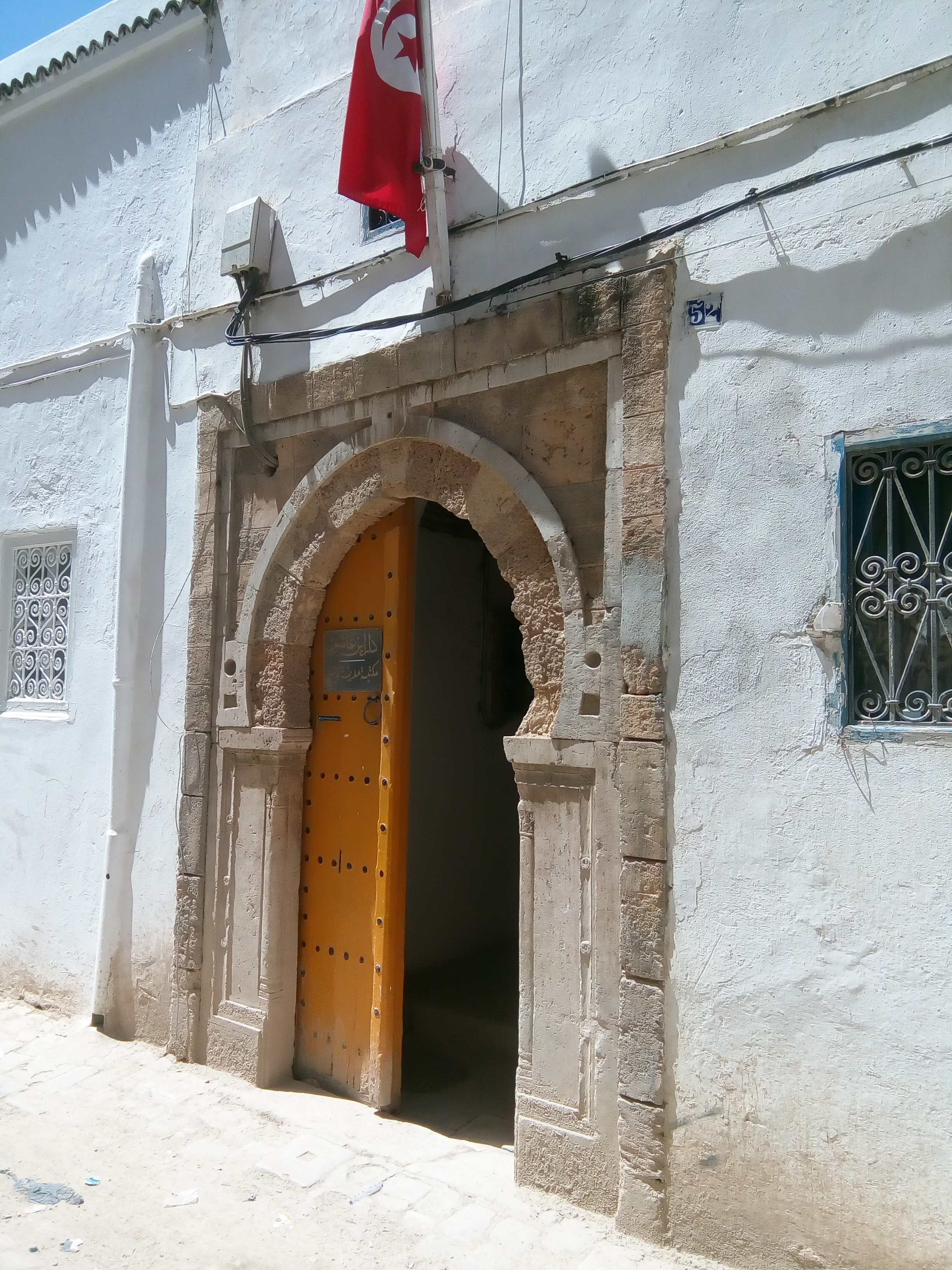
Entrée.
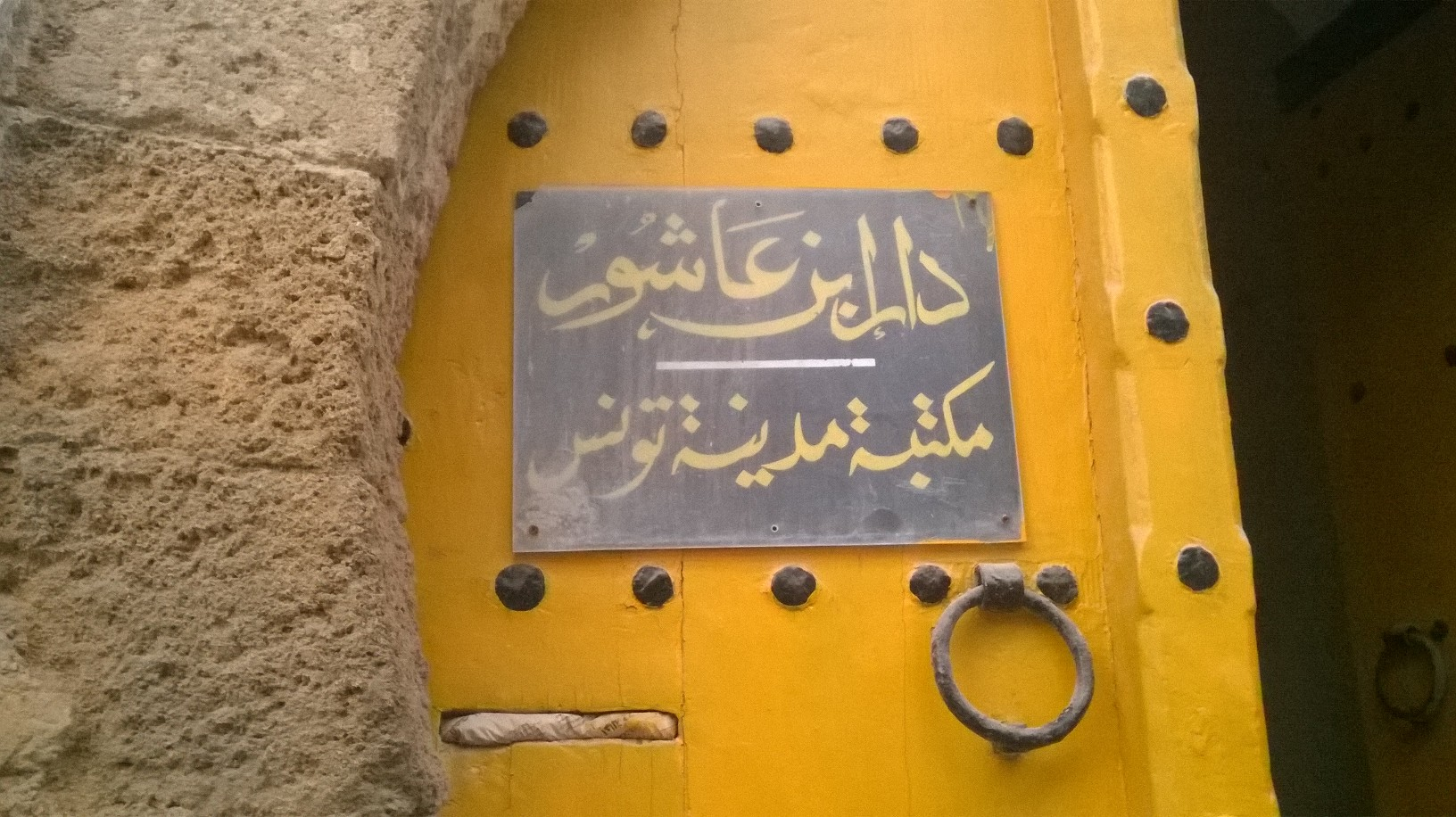
Plaque indiquant la bibliothèque de la ville de Tunis.
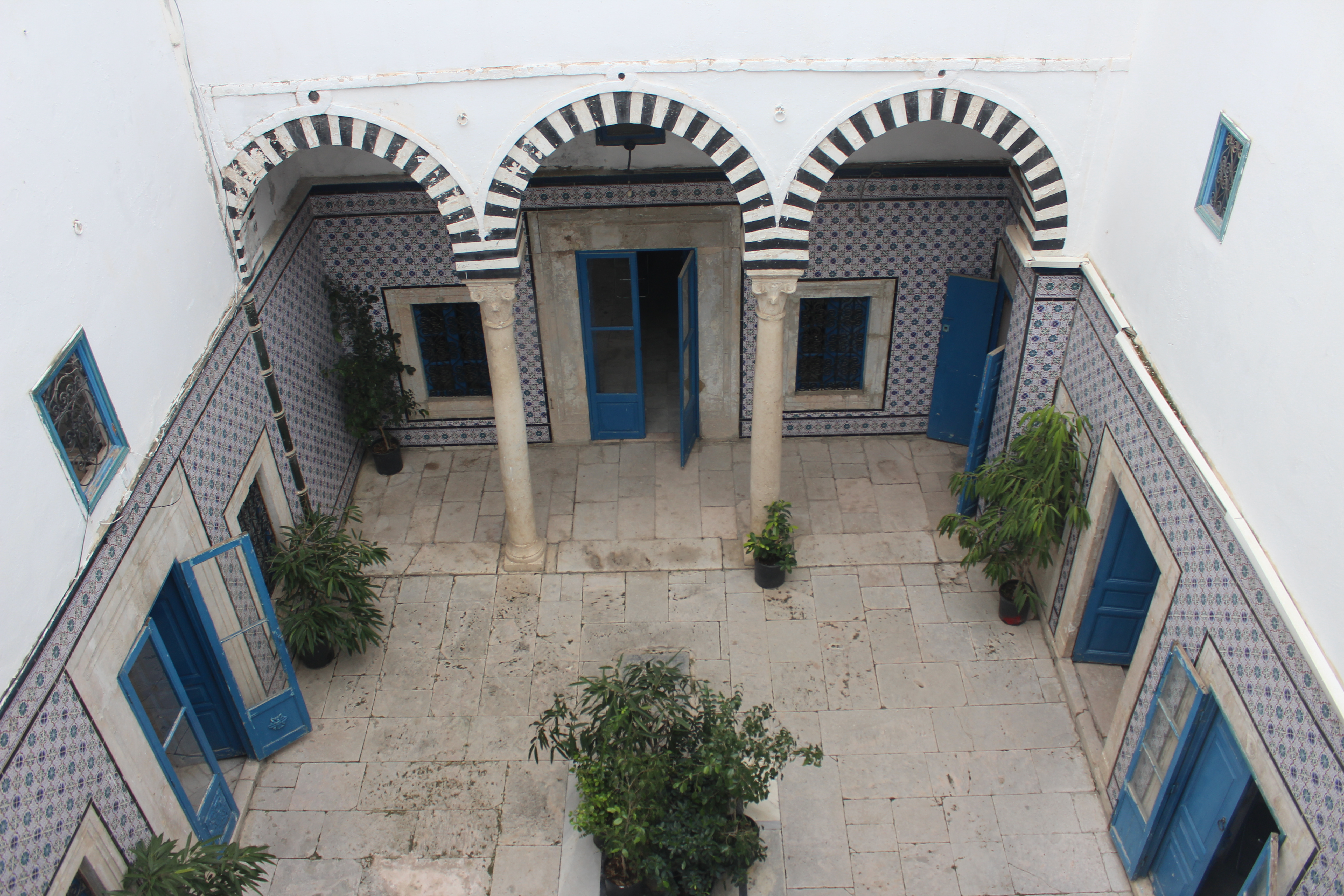
Vue sur le patio.
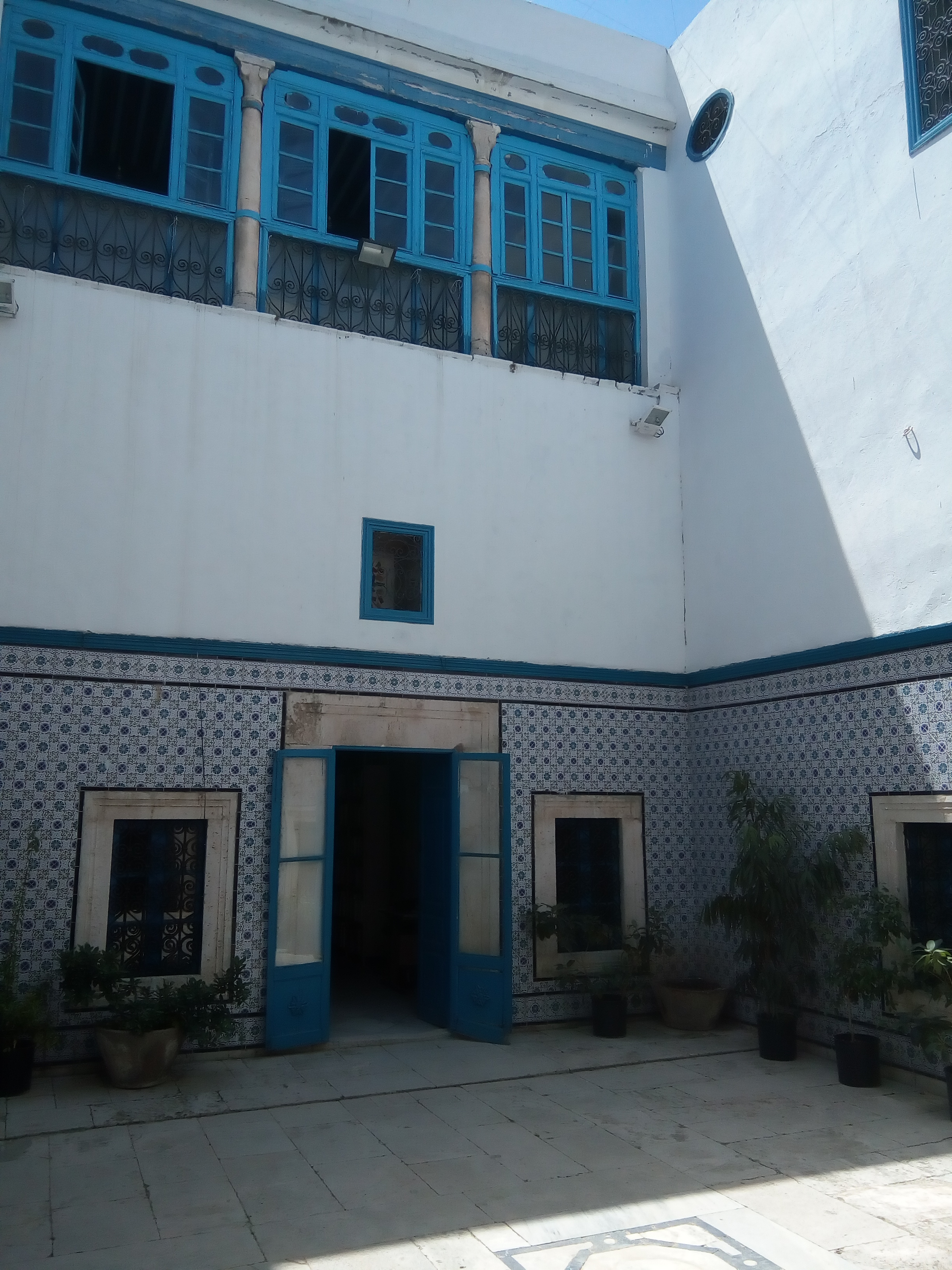
Balcon.
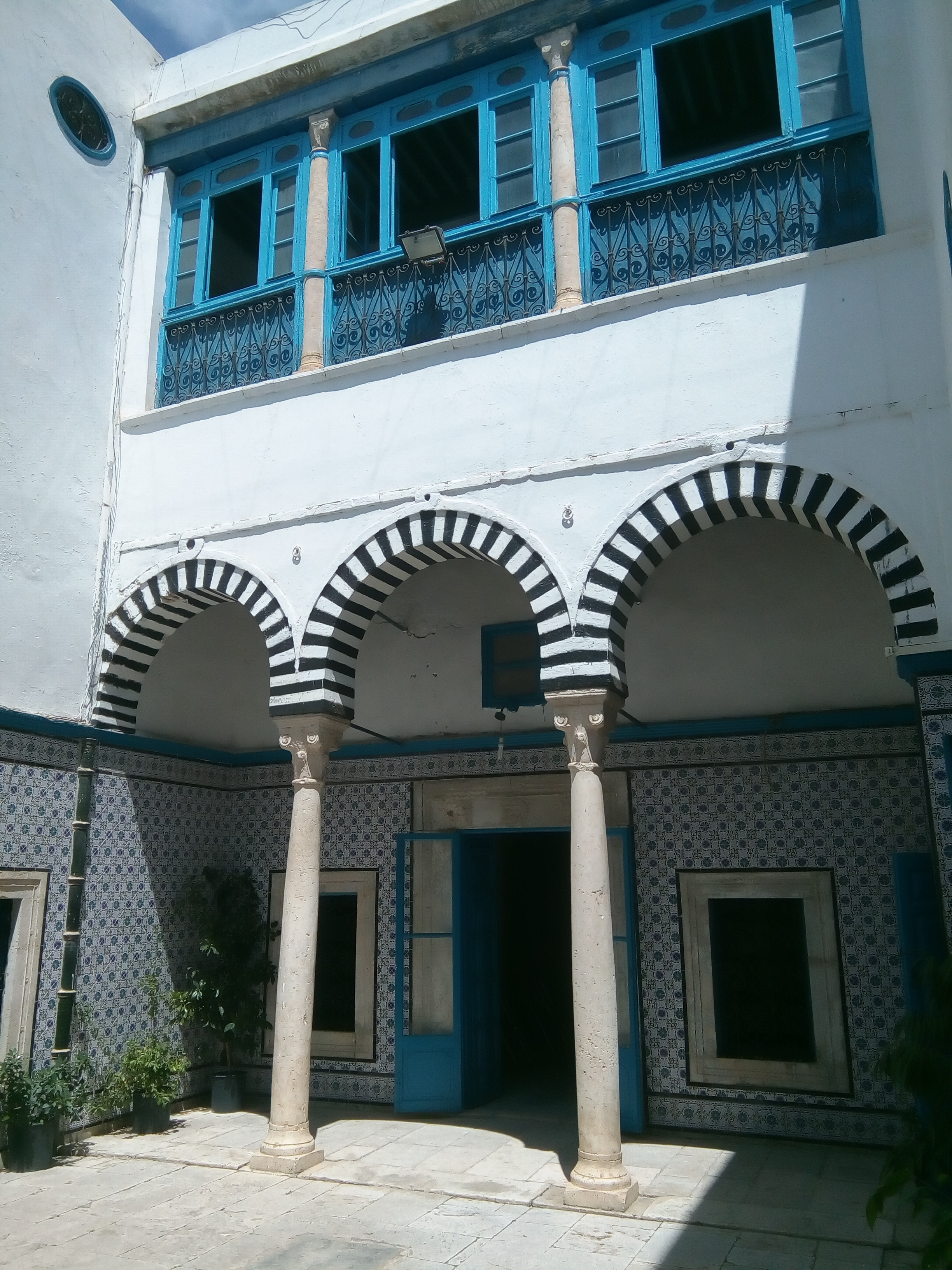
Arcades.
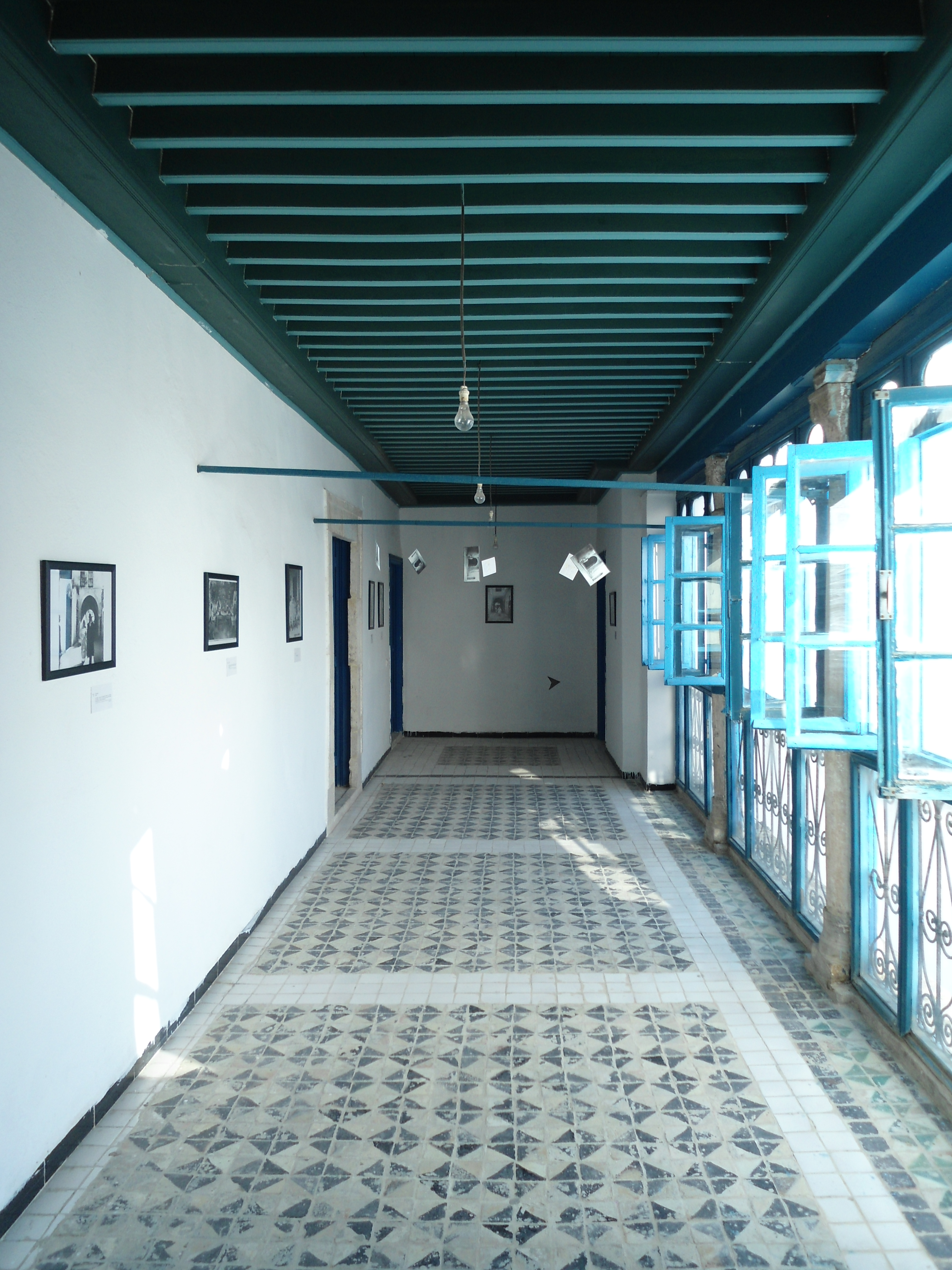
Couloir.